# 沈義謙
沈義謙（1535年—1587年），字方叔，號巽菴、又号艮菴、又号黃齋，李氏朝鮮的文臣和王室外戚，性理學者。他的黨色的西人黨的創始者及首任黨首，李滉門人。
朝鮮明宗的正妃仁順王后的二弟，領議政沈連源的孫子及左議政沈通源的從孫。